# Picris evae
Picris evae là một loài thực vật có hoa trong họ Cúc. Loài này được Lack miêu tả khoa học đầu tiên năm 1979.